# Lingue na-dene
La famiglia na-dene (anche na-dené o nadene) è una famiglia linguistica che raggruppa alcune lingue native americane, ossia le lingue athabaska, l'eyak e il tlingit.

## Classificazione
La famiglia na-dene comprende:
- lingua tlingit: 700 parlanti (M. Krauss, 1995)
- Eyak-Athabaska
  - lingua eyak: estinta. (N. Barnes, 1996)
  - lingue athabaska
    - lingue athabaska del nord (o Lingue athabaska settentrionali)
    - lingue athabaska del Pacifico
    - lingue athabaska meridionali (o Apache)

La lingua navajo è la più parlata della famiglia na-dene, parlata in Arizona, New Mexico e altre regioni del Sudovest americano. Il Dene o Dine è un gruppo ampiamente distribuito di lingue dei nativi americani e delle genti che popolano il Canada, l'Alaska, parti dell'Oregon e della California settentrionale. L'eyak era parlato nell'Alaska centro-meridionale. L'ultima parlante nativa, Marie Smith Jones, è morta il 21 gennaio 2008 all'età di 90 anni.
La lingua haida è stata esclusa dalle lingue na-dene.

## Proposte di relazioni genetiche

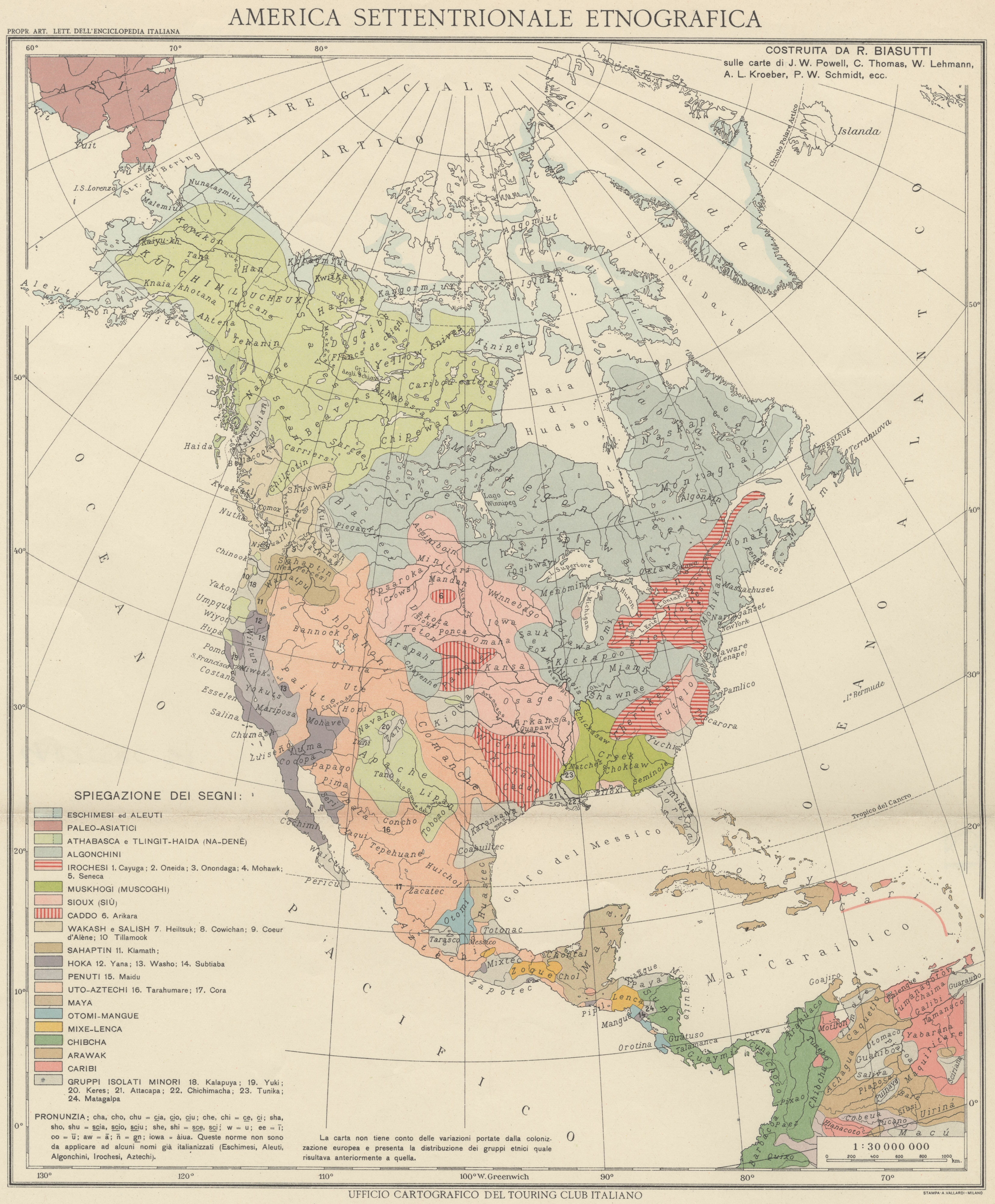
Mappa etnografica e linguistica degli anni 30 del XX secolo; in verde e azzurro sono segnalate le lingue "Athabascha e Tinglit-Haida (Ne-Dené)"

La lingua haida, con 15 parlanti madrelingua (M. Krauss, 1995), era stata inizialmente inclusa nella famiglia, proposta da Franz Boas. Molti linguisti oggi la considerano parte del gruppo na-dene, sebbene Joseph Greenberg lo riammetta solo in base al suo metodo piuttosto controverso del confronto lessicale grezzo. Per enfatizzare l'esclusione dell'haida, la famiglia viene denominata anche athabaska-eyak-tlingit. La proposta na-dene originaria è stata rivisitata di recente tramite l'opera del linguista John Enrico che si è occupato dell'haida.
Secondo la classificazione di Greenberg delle lingue aborigene nordamericane, il gruppo na-dene rappresenterebbe un'ondata migratoria distinta dall'Asia alle Americhe. Le lingue na dene infatti, sono diverse da tutte le altre lingue del continente americano: le lingue amerinde (quest'ultime comprendono anche le lingue eschimo-aleutine, parlate in Siberia, Alaska, Artico canadese e Groenlandia).
Perfino i sostenitori contemporanei della teoria di Greenberg come Merritt Ruhlen hanno suggerito che la famiglia linguistica na-dene rappresenti una migrazione distinta di popoli dall'Asia al nuovo mondo. Questa migrazione sarebbe avvenuta tra i 6.000 e gli 8.000 anni fa, collocandosi così circa 4.000 anni dopo la migrazione nelle Americhe dei parlanti amerindi. Ruhlen sostiene che i parlanti na-dene sarebbero arrivati con barche, stabilendosi inizialmente nelle Alexander Islands e Queen Charlotte Islands, in Columbia Britannica, Canada.
Inoltre, Edward Sapir, sostenne che il na-dene fosse un membro della superfamiglia dene-caucasica, insieme alle lingue caucasiche nordorientali, le lingue sino-tibetane, le lingue ienisseiane e il basco.
Il Professor Edward Vajda della Western Washington University suggerisce che queste lingue siano imparentate con le lingue ienisseiane della Siberia, e quindi facenti parte di una famiglia più ampia detta dene-ienisseiana.
Questa proposta è stata sostenuta anche da studi biologici (Rubicz 2002).